# Physoderma comari
Physoderma comari är en svampart som först beskrevs av Berk. & F.B. White, och fick sitt nu gällande namn av Lagerb. 1934. Physoderma comari ingår i släktet Physoderma och familjen Physodermataceae.   Inga underarter finns listade i Catalogue of Life.